# ألبرتا غاي
ألبرتا غاي (بالإنجليزية: Alberta Gay)‏ هي مُدرسة أمريكية، ولدت في 1913 في روكي ماونت في الولايات المتحدة، وتوفيت في 9 مايو 1987 في لوس أنجلوس في الولايات المتحدة.